# Klaus Hofmann (Musikwissenschaftler)
Klaus Hofmann (* 20. März 1939 in Würzburg) ist ein deutscher Musikwissenschaftler. In Veröffentlichungen benutzt er häufig den Namenszusatz Herbipol. (von lat.-gr. Herbipolis / herbipolensis „aus Würzburg“). Der Schwerpunkt seiner Forschungsarbeiten liegt auf den Werken von Johann Sebastian Bach.

## Leben
Klaus Hofmann studierte nach dem Abitur (1958) von 1958 bis 1959 an der Universität Erlangen. Anschließend setzte er seine Studien an der Albert-Ludwigs-Universität Freiburg fort. 1968 promovierte er mit einer Dissertation Untersuchungen zur Kompositionstechnik der Motette im 13. Jahrhundert, durchgeführt an den Motetten mit dem Tenor IN SECULUM. 
Von 1968 bis 1978 war er als Mitarbeiter des Hänssler-Verlags tätig, außerdem als Herausgeber für den Carus-Verlag. 1978 wurde er wissenschaftlicher Mitarbeiter des Johann-Sebastian-Bach-Instituts in Göttingen, das bis 2006 die Neue Bach-Ausgabe mit herausgab. 1981 wurde er Stellvertretender Direktor und hauptamtlicher Leiter des Instituts, 2004 Leitender Direktor. 
Er war Vorstandsmitglied der Verwertungsgesellschaft Musikedition. 1991 gehörte er zu den Gründungsmitgliedern der Internationalen Telemann-Gesellschaft. 1994 erfolgte die Ernennung zum Honorarprofessor der Georg-August-Universität Göttingen. 2006 trat er in den Ruhestand.

## Auszeichnungen
Für sein Engagement im Hinblick auf die wissenschaftliche Erschließung und Aufarbeitung der Werke von Georg Philipp Telemann wurde Klaus Hofmann mit dem Georg-Philipp-Telemann-Preis der Landeshauptstadt Magdeburg 2019 ausgezeichnet. In Würdigung seiner Verdienste insbesondere als langjähriges Mitglied des Verwaltungsrats (Vorstands) wurde Klaus Hofmann am 18. Juni 2019 zum Ehrenmitglied der Verwertungsgesellschaft (VG) Musikedition ernannt.